# Nyárádszentmárton
Nyárádszentmárton (románul Mitrești, németül Sankt Martin) falu Romániában, Maros megyében.

## Fekvése
Marosvásárhelytől 18 km-re keletre, Nyárádszeredától északra, a Nyárád bal partja közelében. Csíkfalvához tartozik, mellyel teljesen egybeépült. Eredeti Csíkszentmárton nevét névazonosság miatt 1872-ben belügyminiszteri rendelettel változtatták meg.

## Története
Nevét 1332-ben Sancto Martino néven említette először oklevél.
1453-ban Zenthmarton-i János fia György neve is szerepelt a sáromberki határkiigazítással kapcsolatban.
1498-ban  egy oklevél említette a ZenthMarton határán, a Nyárád vizén lévő kétkerekű malmot, 1614-ben pedig Szentmártonon 21 családfőt számoltak össze.
1661-ben a templomba menekült népre Ali basa török-tatár hada rágyújtotta az épületet.
A trianoni békeszerződésig Maros-Torda vármegye Nyárádszeredai járásához tartozott.
1910-ben 544 lakosából 532 magyar, 8 román volt. Ebből 49 római katolikus, 92 református, 361 unitárius volt.
1992-ben 371 lakosából 363 magyar és 8 cigány volt.

## Látnivalók
- Unitárius temploma 13. századi késő román épület. A 17. században átépítették, négy fiatornyos tornya 1698-ban készült.
- Római katolikus harangláb és kápolna
- Világháborús hősök emlékműve
- Temetkezési kápolna, 2009-ben készült el
- Lovasfogadó - szállás foglalás a Facebookon és a Booking.com oldalakon lehetséges

## Híres személyek
- Pozsonyi P. Szentmártoni Kálmán (Nyárádszentmárton, 1879. február 8. – Kolozsvár, 1968. június 11.) népmesegyűjtő, tanár.

## Galéria

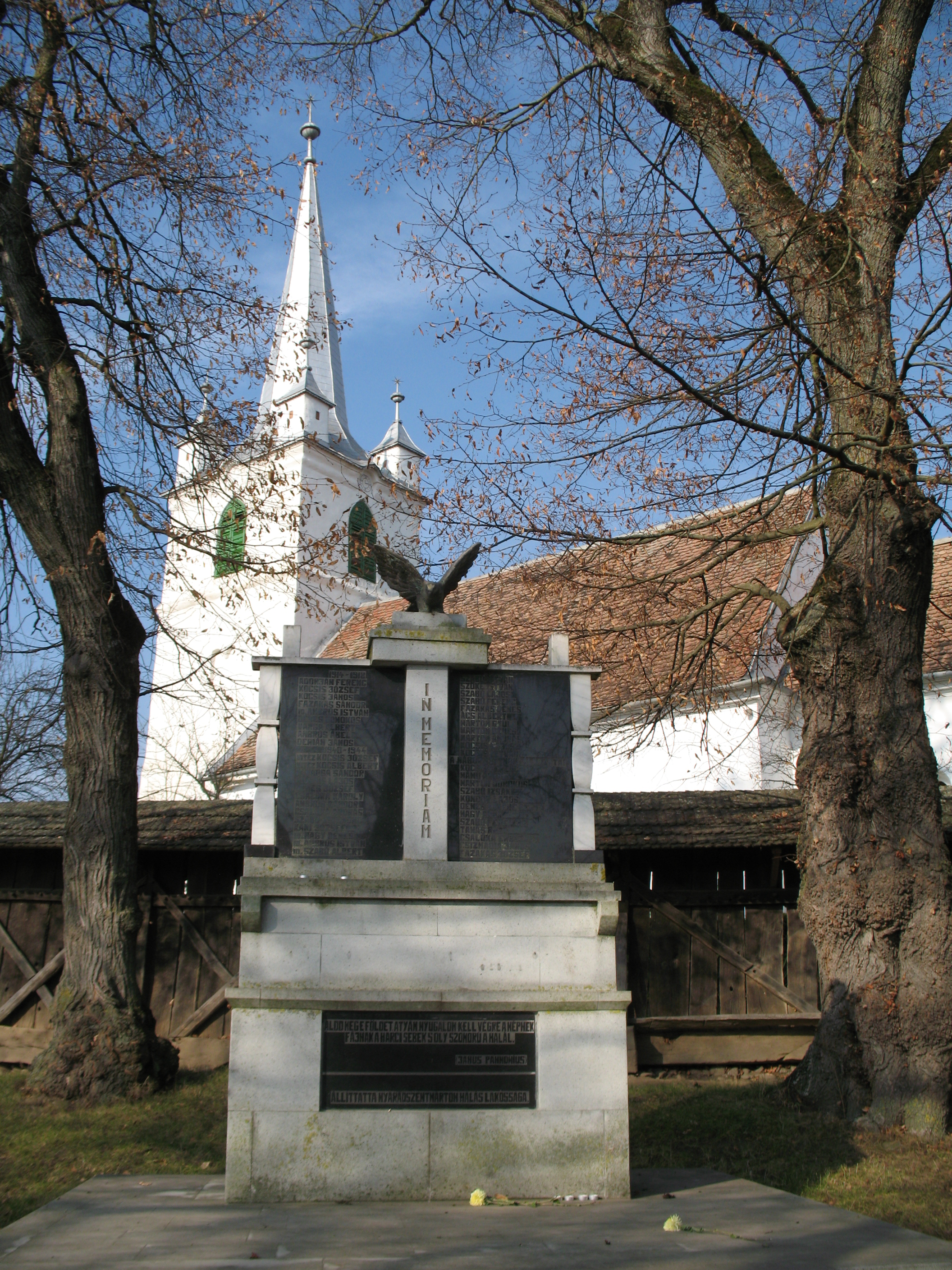
Világháborús hősök emlékműve
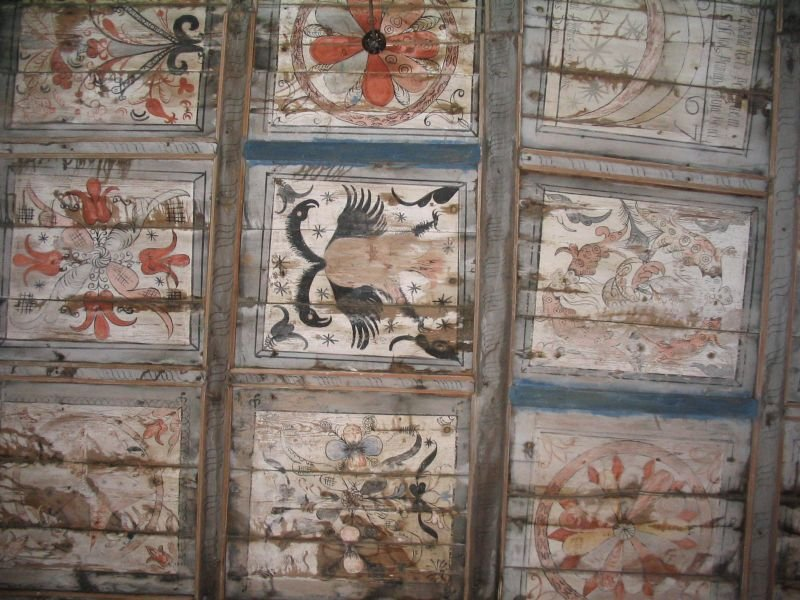
Unitárius templom kazettás mennyezete
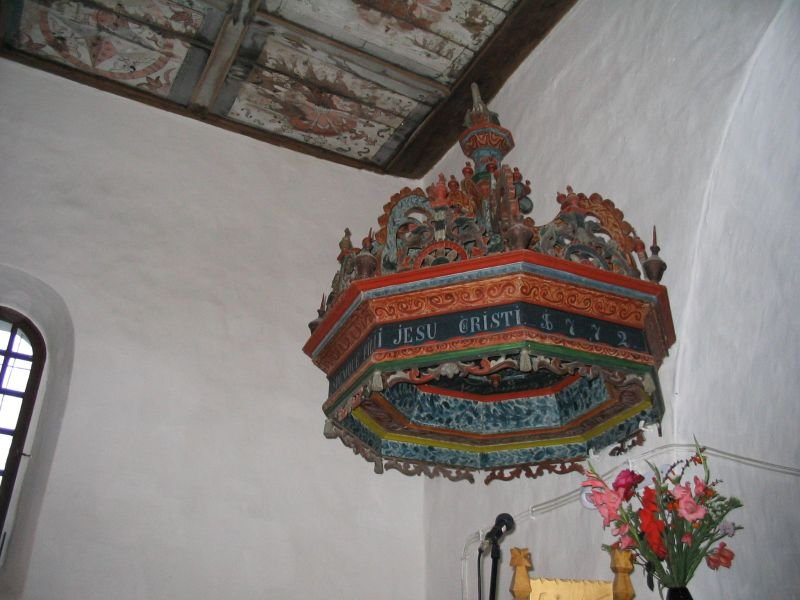
Unitárius templom szószékkoronája
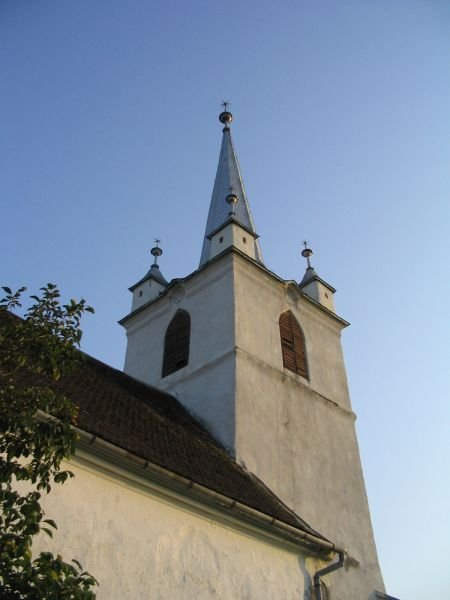
Unitárius templom tornya